# Кринкі-Соболе
Кринкі-Соболе (пол. Krynki-Sobole) — село в Польщі, у гміні Городиськ Сім'ятицького повіту Підляського воєводства.
Населення — 170 осіб (2011).
У 1975-1998 роках село належало до Білостоцького воєводства.

## Демографія
Демографічна структура станом на 31 березня 2011 року:
|          | Загалом | Допрацездатний вік | Працездатний вік | Постпрацездатний вік |
| -------- | ------- | ------------------ | ---------------- | -------------------- |
| Чоловіки | 88      | 20                 | 50               | 18                   |
| Жінки    | 82      | 18                 | 43               | 21                   |
| Разом    | 170     | 38                 | 93               | 39                   |